# اردک سرسرخ
اردک سرسرخ (نام علمی: Aythya americana) نام یک گونه از سرده دریانشین است.

## نگارخانه

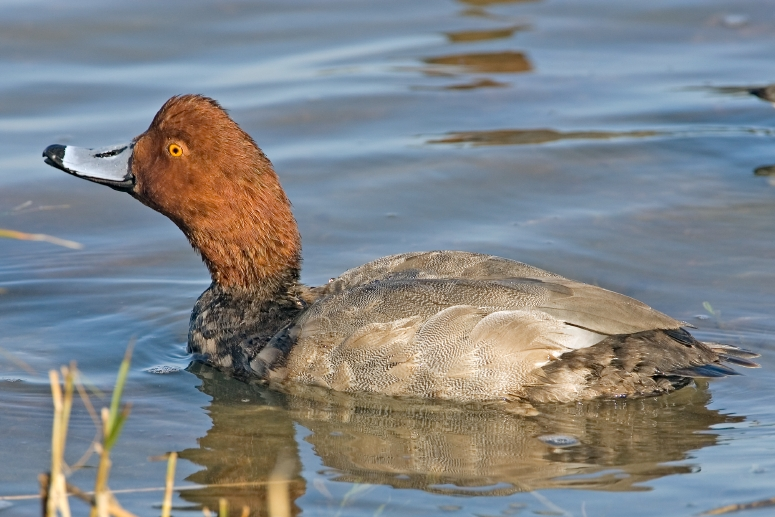
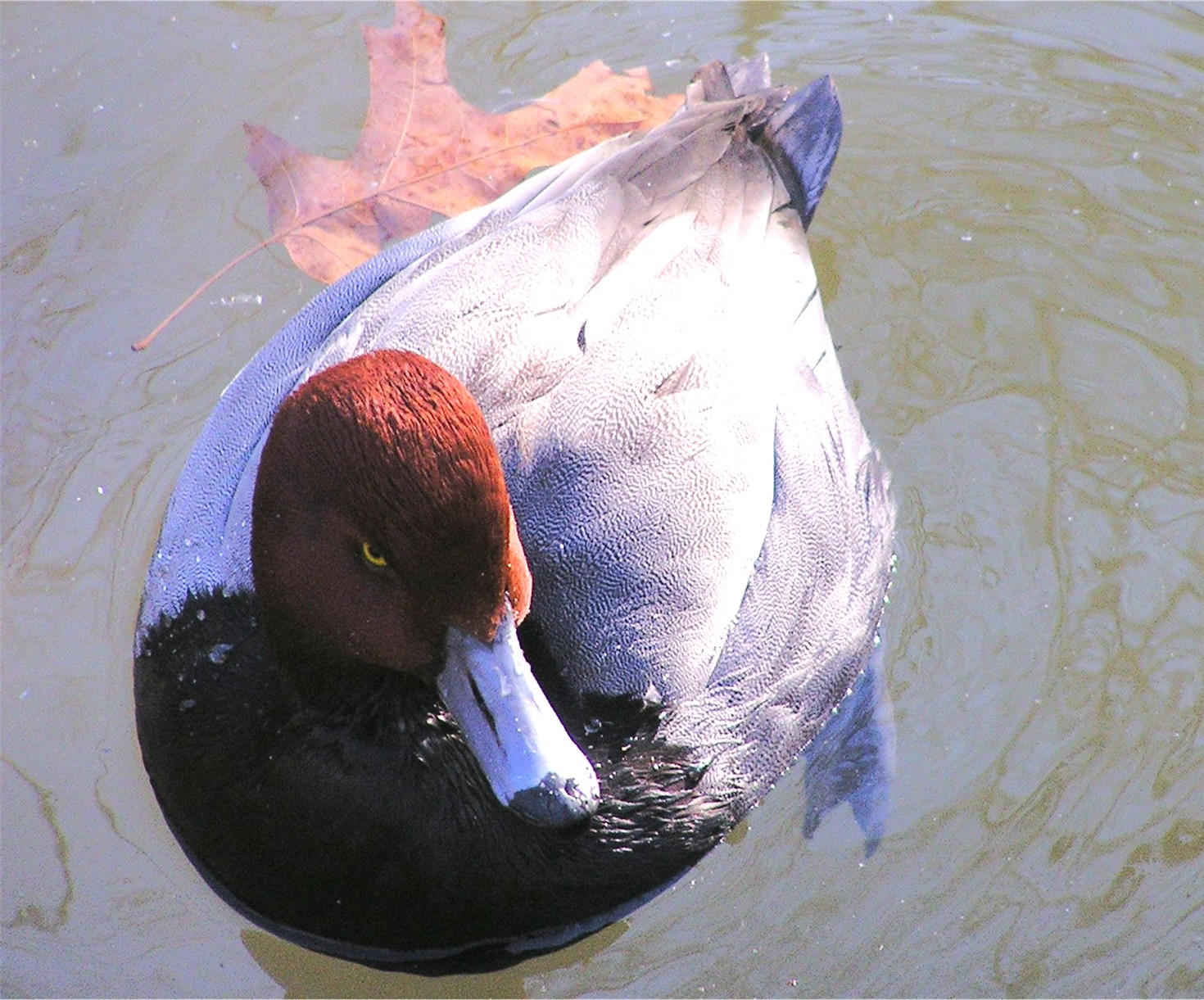
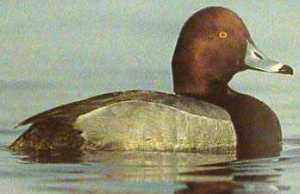
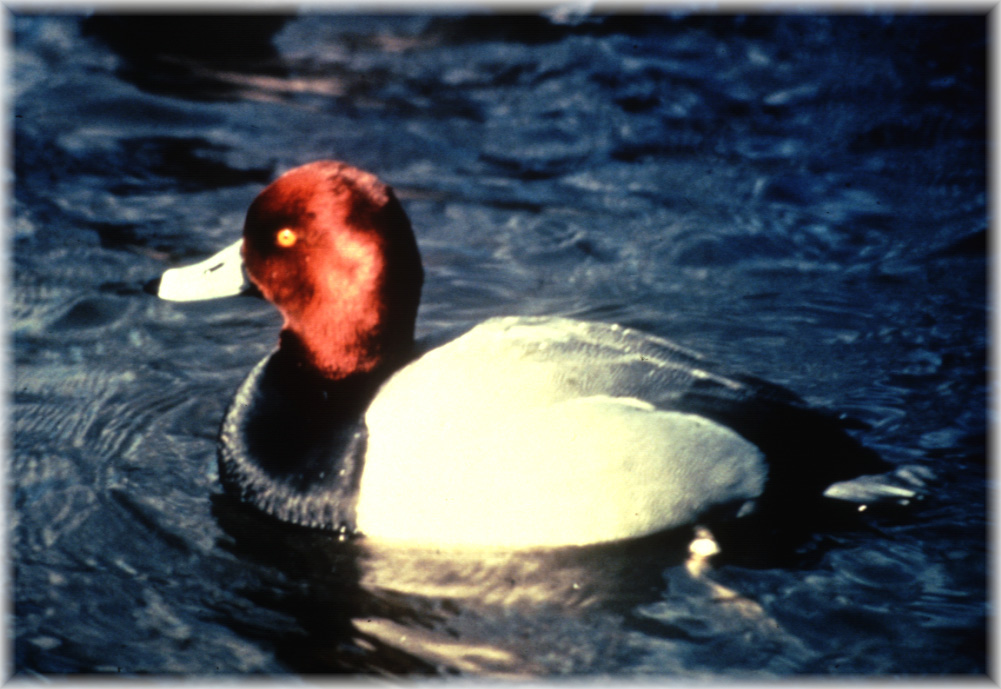